# Bassola Zoltán
Bassola Zoltán (Budapest, 1902. június 4. – Budapest, 1968. június 26.) magyar pedagógus.
A Vallás- és Közoktatásügyi Minisztérium államtitkára (1946-1948).

## Életpályája
Magyar és latin-görög szakos volt a budapesti egyetemen és Eötvös kollégista. Magyar és latin-görög szakos diplomával a budapesti Kölcsey Ferenc Gimnáziumban tanított 1928-1934-ig. 1934-től az Országos Közoktatási Tanács jegyzője, majd ügyvezető igazgatója lett. Az 1934. 11. tc. által létrehozott egységes gimnáziumi tanterv és útmutatásainak kidolgozásában részt vett és a gyakorlati középiskolákról szóló 1938: 13. tc. előkészítésében.
Szegeden Várkonyi Hildebrand Dezső Pedagógiai-Lélektani Intézetében doktorált 1937-ben pedagógiából. Ovide Decroly pedagógiai és pszichológiai munkásságát mutatta be monografikus igénnyel és kritikailag is feldolgozva, mégpedig olyan módon, hogy a helyszínen, Belgiumban folytatott kutatásokat és megfigyeléseket. Igényes munkát végzett, a Várkonyi-iskolába így lehetett bejutni és érvényesülni. 1938-tól a Vallás- és Közoktatásügyi Minisztériumban (VKM) segédtitkár, osztálytanácsos, majd a gimnáziumi ügyosztály helyettes vezetője. Támogatta a lengyel menekültek balatonboglári középiskoláját (1940–44), mentesítő levéllel látott el üldözött zsidó tanítókat és tanárokat (1944). A nyilas hatalomátvétel után a hivatali esküt nem tette le, ezért bujkálnia kellett.
1945 után a VKM újjászervezésén dolgozott, 1946-tól adminisztratív államtitkár volt. Nyugdíjazták (1948), a nyugdíját megvonták (1949). Nyelvtanításból és műszaki fordításokból tartotta fenn magát. 1957-től haláláig az Országos Széchényi Könyvtár tudományos munkatársa volt.
Memoárkötetét Ki voltam címen posztumusz adták ki, kitűnő kordokumentum a korabeli magyarországi viszonyokról.

## Művei
- Decroly pedagógiai rendszere. Budapest : [Fischer Ny.], 1937.67, [1] o., 1 t. (Doktori disszertáció.)
- Ki voltam... : [Egy kultuszminisztériumi államtitkár vallomásai]. [szerk. Jáki László, Kardos József]. Budapest : Országos Pedagógiai Könyvtár és Múzeum, 1998. 423 o. ISBN 9637644768